# Łysiny (województwo lubuskie)

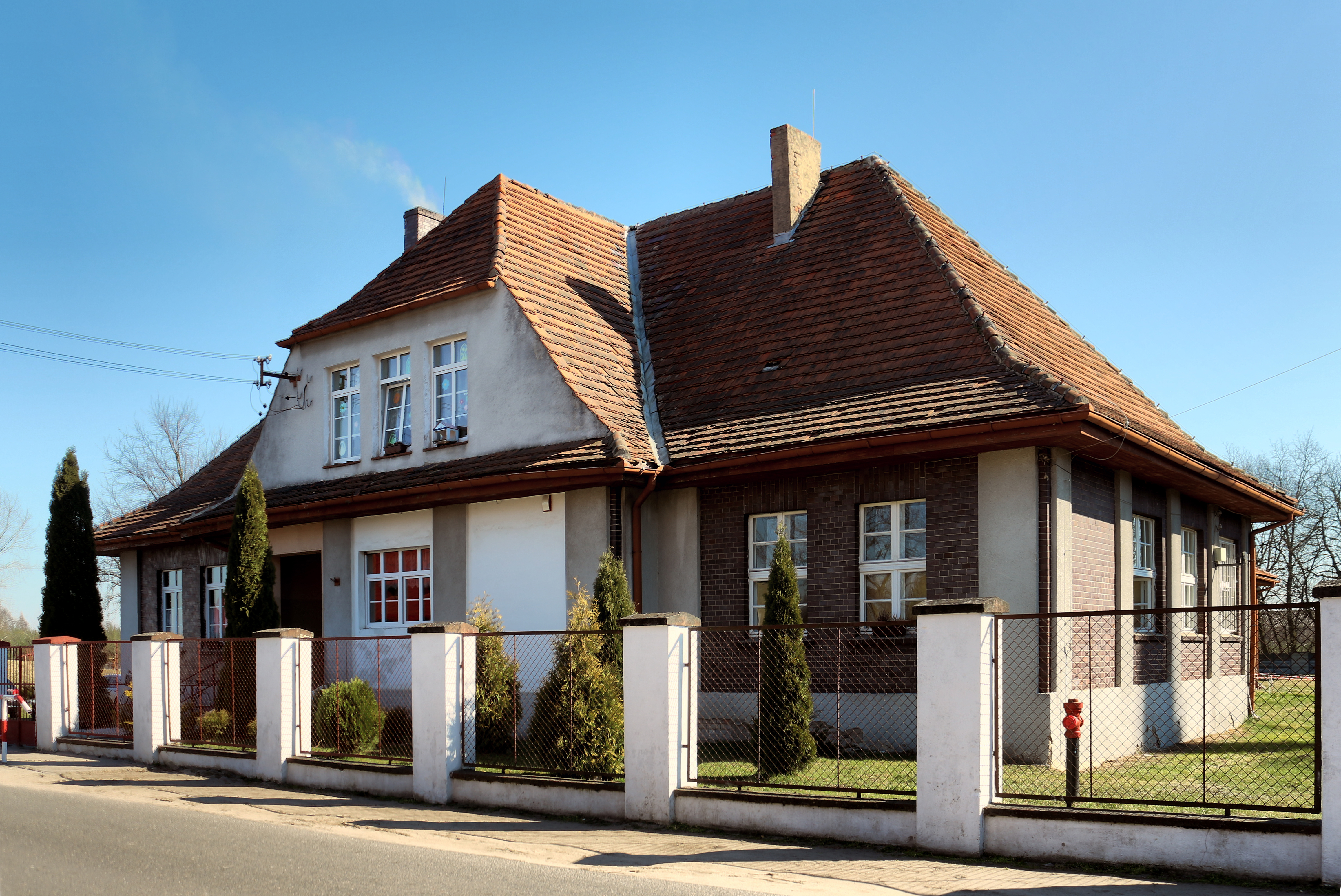
Szkoła

Łysiny – wieś w Polsce położona w województwie lubuskim, w powiecie wschowskim, w gminie Wschowa.

## Historia
Wieś istnieje co najmniej od pierwszej połowy XV wieku. Wymieniona w łacińskim dokumencie z 1438 jako „Lyssiny”, 1439 „Lyschina”, 1444 „Lyschyna, Lyszina, Lyszny”, 1447 „Lissina”, 1448 „Lisschina”, 1495 „Lyssyna”, 1510 „Lyszyna, Lissyna”, 1520 „Lussyna”, 1529 „Almanica Lyssyna”, 1566 „Linszen”, w 1944 w czasie III Rzeszy „Lissen”.
Miejscowość ma jednak wcześniejszą metrykę niż zachowane archiwalne zapisy o niej. Archeolodzy odkryli na wschód od wsi grodzisko średniowieczne, cmentarzysko szkieletowe, a być może również ciałopalne, pochodzące być może z X-XI wieku. Na wydmie leżącej na południe od jeziora odkryto osadę pochodzącą szacunkowo z XII-XIII wieku.
Miejscowość leżała na pograniczu Wielkopolski oraz Dolnego Śląska przy granicy Korony Królestwa Polskiego z księstwem głogowskim. W 1444 należała do powiatu wschowskiego Korony Królestwa Polskiego. W 1439 była siedzibą własnej parafii, a w 1510 należała do dekanatu Wschowa.
Wieś była początkowo własnością szlachecką należącą do szlachty z pogranicza Śląska i Wielkopolski z rodu Kromno,  Auloków, Irzykowskich, Hermanów, Krakwiczów Drzewieckich, Tosów oraz Opalińskich. Pierwszy zapis z 1438 mówi o tym, że Elżbieta z Łysiny pozwana została przez plebana z Lginia o jedną grzywnę czynszu z Drzewc odpowiadając, że to nie ona jest dziedziczką tej wsi lecz jej brat Kasper. W połowie XV wieku dziedzicem we wsi był Jan Kromno z Łysin, który w 1444  odnotowany został jako świadek. W 1447 wdowa po Piotrze Kromno z Łysin Elżbieta wraz z synem Janem Kromno zapisała plebanowi oraz altarystom w kościele parafialnym we Wschowie trzy grzywny czynszu od sumy głównej 30 grzywien.
W 1495 Eufemia wdowa po Jerzym Auloku oraz żona Piotra Irzykowskiego odstąpiła swojemu obecnemu mężowi 1/3 wiana oprawionego jej na Łysinach przez pierwszego męża. Była to kwota 66 grzywien oraz 16 skudów. Wodowa zapisała mu resztę tego wiana, tj. 130 grzywien, jako wyrównanie za straty poniesione przez niego z powodu spłaty jej długów. Irzykowski sprzedał je z zastrzeżeniem prawa wykupu szlachcicowi Kasprowi Hermanowi za 300 grzywien, który to zobowiązał się oddawać mu połowę czynszów od kmieci, dochodów z młynów oraz wszelkich innych dochodów z Łysin.
W 1496 Mikołaj oraz Piotr Tosowie dziedzice w Wygnańczycach, Łysinach i Tylewicach jako pełnomocnicy Piotra Spławskiego sprzedali z zastrzeżeniem prawa wykupu Kasprowi Krakwiczowi Drzewieckiemu całą wieś Łysiny. W 1497 Piotr Spławski dał Piotrowi z Opalenicy swoje części w Wygnańczycach, Tylewicach i Łysinach w powiecie wschowski w zamian otrzymując jeden łan w Kocurach oraz 1000 grzywien.
Na przełomie XV i XVI wieku majętności we wsi nabywają Opalińscy, którzy dzielą miejscowość wraz z Tosami (Tost, Tostke lub Thoss). W 1520 następuje podział majątku Opalińskich. Piotr Opaliński dał swoim braciom Łukaszowi, Sebastianowi, Janowi oraz Maciejowi m.in. Łysiny. W 1534 Maciej Opaliński zapisał posag oraz wiano swojej żonie Jadwidze z Lubrańca na połowie swoich dóbr, jakie winny mu przypaść z podziałów z braćmi Sebastianem oraz Janem, m.in. w Łysinach. W drugiej połowie XVI wieku właścicielem we wsi był marszałek wielki koronny Andrzej Opaliński.
Miejscowość odnotowano również w historycznych rejestrach poborowych. W 1531 miał miejsce pobór podatków od 12,5 łana. Od sołtysa pobrano wówczas jeden wiardunek z łana, a od karczmy 6 groszy. W 1535 pobrano podatki od 11,5 łana, jednego pręta, jednego łana sołtysiego oraz od karczmy. W 1563 pobór odbył się od 11 łanów, jednej kwarty, oraz karczmy. Pobór z Łysin i Tylewic od 8,5 łana, 3 prętów, dwóch wiatraków dziedzicznych. W 1564 wieś miała 9 łanów. W 1566 pobrano podatki z części kasztelana przemęckiego Andrzeja Opalińskiego czyli od 11 łanów, 1,5  pręta, karczmy, 12 zagrodników po 6 groszy, dwóch komorników po 4 grosze oraz od 5 komorników po 2 grosze z powodu ich ubóstwa. Natomiast z części Joachima Tostke pobrano podatki od 2 łanów, dwóch zagrodników po 2 grosze oraz od zagrodnika z zagrodą 4 grosze. W 1567 miał miejsce pobór z części Joachima Thossa od 2 łanów, 2 zagrodników, jednego zagrodnika gospodarującego na kawałku roli. Z części Andrzeja Opalińskiego od 11 łanów, 4 zagrodników pobór płacony był w Poznaniu. W 1579 pobrano podatki z części marszałka Andrzeja Opalińskiego od 11 łanów, 5 zagrodników z rolami, rataja czyli najemnego pracownika od 2 pługów, 14 komorników z inwentarzem, 16 komorników bez inwentarza, owczarza posiadającego 90 owiec. Natomiast z części Joachima Tosa od jednego łana, 9 prętów, jednego zagrodnika z rolą, rataja od 3 pługów, 3 zagrodników bez ról, rzemieślnika, dwóch komorników z inwentarzem, trzech komorniów bez inwentarza, owczarza posiadającego 25 owiec oraz młyna dorocznego.
Do czasu rozbiorów leżała w Rzeczypospolitej Obojga Narodów. Wskutek II rozbioru Polski w 1793, miejscowość przeszła pod władanie Prus i jak cała Wielkopolska znalazła się w zaborze pruskim.
W latach 1975–1998 miejscowość administracyjnie należała do województwa leszczyńskiego.
25 czerwca 2009 roku sołectwo zamieszkiwało 316 mieszkańców.

## Zabytki
Do wojewódzkiego rejestru zabytków wpisane są:
- kościół parafialny pod wezwaniem Matki Bożej Bolesnej, neogotycki z połowy XIX wieku
- figura przydrożna św. Jana Nepomucena
- plebania, z XIX wieku, wypisana z księgi rejestru
- spichrz dworski, z połowy XIX wieku
- dom – chałupa nr 25, drewniany, nie istnieje.